# Swithun
Swithun (hay Swithin; tiếng Anh cổ: Swīþhūn; tiếng Latinh: Swithunus; mất năm 863) là người Anglo-Saxon từng giữ chức giám mục Winchester và sau đó là thánh quan thày của Nhà thờ chính tòa Winchester. Vai trò lịch sử với tư cách giám mục của ông bị lu mờ bởi tiếng tăm của những phép lạ sau khi chết của chính ông. Theo thông lệ, nếu trời mưa trên cầu Thánh Swithun (ở Winchester) vào ngày lễ quan thày của ông (15 tháng 7) thì trời sẽ tiếp tục mưa 40 ngày tiếp theo. Tên của ông ban đầu được viết là Swithhun (tiếng Anh cổ: "gấu con mạnh mẽ").